# Marion Talbot

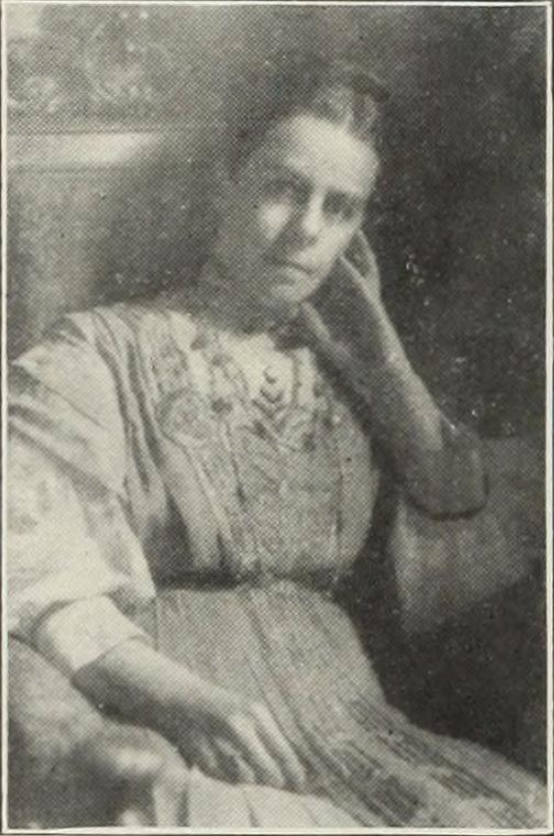
Marion Talbot

Marion Talbot (* 31. Juli 1858 in Thun, Schweiz; † 20. Oktober 1948 in Chicago, Illinois) war eine amerikanische Sozialwissenschaftlerin und Hochschullehrerin. Sie war von 1895 bis 1925 Dekanin der Frauen an der University of Chicago.

## Leben und Werk
Talbot war das älteste von sechs Kindern von der Philanthropin Emily Fairbanks Talbot und Israel Tisdale Talbot, einem Befürworter der homöopathischen Medizin und Dekan der Boston University School of Medicine. Sie wurde in der Schweiz geboren, als ihre Eltern dort im Urlaub waren. Sie wuchs in Boston zu einer Zeit auf, als es in Boston keine College-Vorbereitungsschule für Mädchen gab. Sie lernte Griechisch und Latein bei Tutoren, besuchte die private Chauncy Hall School und die Girls 'High School und studierte moderne Sprachen in Europa. Obwohl ihr einige der Kurse fehlten, die normalerweise für den College-Zugang erforderlich waren, erhielt sie die Zulassung an der Boston University. Sie erwarb 1880 dort ihren Bachelor of Arts-Abschluss. 1881 schrieb sie sich am Massachusetts Institute of Technology ein, um an dem neuen Studiengang für Frauen im Women’s Laboratory zu studieren, der von einer Freundin der Familie, der Chemikerin Ellen Swallow Richards, entwickelt wurde. Nach einer Unterbrechung kehrte sie 1884 zurück und erhielt 1888 einen Bachelor of Science.

## American Association of University Women
Sie organisierte von 1881 bis 1882 mit ihrer Mutter, Richards, Alice Freeman Palmer und anderen die Association of Collegiate Alumnae. Der Verband versuchte, Absolventinnen aus dem ganzen Land zusammenzubringen, Standards für das College-Studium für Frauen festzulegen, Stipendien für das Graduiertenstudium für Frauen bereitzustellen und Karrierealternativen für Frauen zu erkunden. Talbot war die erste Sekretärin und von 1895 bis 1897 Präsidentin der Organisation. Diese Organisation wurde schließlich zur American Association of University Women.

## Positionen an Universitäten
1887 veröffentlichte sie gemeinsam mit Richards Home Sanitation: A Manual for Housekeepers. 1890 wurde sie mit Unterstützung ihrer Freundin Palmer zur Dozentin für Haushaltswissenschaft am Wellesley College ernannt.
1892 bat der Präsident der neuen University of Chicago, William Rainey Harper, die frühere Präsidentin des Wellesley College und enge Freundin von Talbot, Palmer, die Ausbildung von Frauen an der Universität zu leiten. Palmer nahm das Angebot unter zwei Bedingungen an: dass sie nur drei Monate im Jahr in Chicago leben musste und dass Talbot als stellvertretende Dekanin für Frauen eingestellt wird. Harper stimmte zu und bot Talbot die Position einer Assistenzprofessorin für Sanitärwissenschaften am Institut für Sozialwissenschaften und Anthropologie an. 1895 wurde Talbot zur außerordentlichen Professorin, 1899 zur Dekanin der Frauen und 1905 zur ordentlichen Professorin und Leiterin der neu geschaffenen Abteilung für Haushaltsverwaltung ernannt. Ihre Assistentin in der Abteilung war Sophonisba Breckinridge. Nach ihrer Pensionierung wurde die Abteilung für Haushaltsverwaltung in die Abteilung für Hauswirtschaft der School of Education integriert. 1908 war sie Mitbegründerin der American Home Economics Association.
Nach ihrer Pensionierung reiste sie in die Türkei und war von 1927 bis 1928 und von 1931 bis 1932 amtierende Präsidentin des Constantinople Women’s College. Dieses Amerikanische College für Mädchen war eine Abteilung von dem Robert College, welches seit 1971 auf dem ehemaligen Arnavutköy-Campus als High School fungiert.
Talbot war Präsidentin der Massachusetts Society for the University Education of Women und Sekretärin der Association of Collegiate Alumnae, Organisationen, die von ihr und ihrer Mutter gegründet wurden, um die Hochschulbildung von Frauen zu fördern. 1895 trat sie der Redaktion des American Journal of Sociology bei und war bis 1925 Mitherausgeberin.
Talbot starb 1948 in Chicago an einer chronischen Myokarditis.

## Veröffentlichungen (Auswahl)
- 1887: mit Ellen Richards: House Sanitation: Manual for Housekeepers.
- 1894: mit Ellen Richards: Food as a Factor in Student Life. University of Chicago Press.
- 1910: The Education of Women. University of Chicago Press.
- 1912: mit Sophonisba Breckinridge: The Modern Household. Historische Reproduktion, BiblioLife, 2008, ISBN 978-0-554-40446-2
- 1925: More than Lore
- 1931: mit Lois Kimball, Mathews Rosenberry: The History of the American Association of University Women 1881–1931. Boston: Houghton Mifflin.
- 1936: More than Lore: Reminiscences of Marion Talbot. University of Chicago Press; Enlarged Edition, 2015
- The Modern Household. HardPress Publishing, 2014.
- Education of Women. CHIZINE PUBN, 2017, ISBN 978-1-375-60653-0.